# Fred Schepisi
Fred Schepisi AO (Melbourne, 16 de desembre de 1939) és un director de cinema i guionista australià. Els seus crèdits inclouen: Last Orders, Roxanne, Plenty, i Un estrany a la família.
Schepisi va néixer Frederic Alan Schepisi a Melbourne, Victòria, fill d'un comerciant de fruita (Frederic Thomas Schepisi) i de Loretto Ellen (nascuda Hare) Va començar la seva carrera a la publicitat i va dirigir anuncis i documentals abans del seu primer film, The Devil's Playground, el 1976.
Schepisi va guanyar el Premi d'Institut de Cinema australià per la millor direcció i pel millor guió per The Devil's Playground i A Cry in the Dark (estrenada als EUA com a A Cry in the Dark).
El 2005 Schepisi va dirigir i coproduir la minisèrie Empire Falls, per la que va ser nomenat pel Premi Emmy per direcció de minisèries o telefilms dramàtics i el Directors Guild of America pel millor director de telefilm.
L'abril del 2008 la Film Finance Corporation Australia va proporcionar finançament per la pel·lícula de Schepisi The Last Man, sobre els dies finals de la Guerra del Vietnam. Es grava a Queensland, amb Guy Pearce i David Wenham.
Schepisi també ha dirigit el 2008 un número de vídeo musical, inclosa la cançó "Breathe" de Kaz James presentant Stu Stone.
Preguntat sobre la "vida nòmada" d'un realitzador, Schepisi ha dit: "És la cosa més dura. Penso que som gent del de circ. És molt dur per la família. [La seva muller] Mary viatjava amb mi quan tothom era més jove i era possible, li agradava viatjar amb mi i ser amb mi. Afortunadament, Mary és una artista; pinta, i sovint troba inspiració en les nostres localitzacions.

## Filmografia
- The Chant of Jimmie Blacksmith (1978)
- Barbarosa (1982)
- Iceman (1984)
- Roxanne (1987)
- La casa Rússia (The Russia House) (1990)
- Mr. Baseball (1992)
- Un estrany a la família (Six Degrees of Separation) (1993)
- I.Q. (1994)
- Criatures ferotges (Fierce Creatures) (1997)
- Last Orders (2001)
- Coses de família (It Runs in the Family) (2003)